# Sauveterre-de-Guyenne
Sauveterre-de-Guyenne – miejscowość i gmina we Francji, w regionie Nowa Akwitania, w departamencie Żyronda.
Według danych na rok 1990 gminę zamieszkiwało 1715 osób, a gęstość zaludnienia wynosiła 54 osób/km² (wśród 2290 gmin Akwitanii Sauveterre-de-Guyenne plasuje się na 243. miejscu pod względem liczby ludności, natomiast pod względem powierzchni na miejscu 258.).